# Samoset (Florida)
Samoset es un lugar designado por el censo ubicado en el condado de Manatee en el estado estadounidense de Florida. En el Censo de 2010 tenía una población de 3.854 habitantes y una densidad poblacional de 998,01 personas por km².

## Geografía
Samoset se encuentra ubicado en las coordenadas 27°28′35″N 82°32′34″O / 27.47639, -82.54278. Según la Oficina del Censo de los Estados Unidos, Samoset tiene una superficie total de 3.86 km², de la cual 3.86 km² corresponden a tierra firme y (0%) 0 km² es agua.

## Demografía
Según el censo de 2010, había 3.854 personas residiendo en Samoset. La densidad de población era de 998,01 hab./km². De los 3.854 habitantes, Samoset estaba compuesto por el 54.62% blancos, el 27.69% eran afroamericanos, el 0.42% eran amerindios, el 0.78% eran asiáticos, el 0.39% eran isleños del Pacífico, el 13.1% eran de otras razas y el 3.01% pertenecían a dos o más razas. Del total de la población el 34.56% eran hispanos o latinos de cualquier raza.